# Adelopteromyia longisetosa
Adelopteromyia longisetosa är en tvåvingeart som beskrevs av Schmitz 1923. Adelopteromyia longisetosa ingår i släktet Adelopteromyia och familjen puckelflugor. Inga underarter finns listade i Catalogue of Life.